# ماريا مارتينيث سييرا
ماريا دي لا أو ليخاراغا غارسيا (28 ديسمبر 1874 – 28 يونيو 1974)، اشتهرت عمومًا في إسبانيا باسمها المستعار ماريا مارتينيز سييرا، هي كاتبة مسرحية وكاتبة نسوية ومترجمة وسياسية إسبانية. تعاونت مع زوجها غريغوريو مارتينيز.

## نشأتها
ولدت ماريا دي لا أو ليخاراغا لعائلة ثرية في سان ميلان دي لا كوغولا (لا ريوخا). في سن ال 4، انتقلت ماريا وأسرتها إلى كارابانشيل باخو، نظرًا إلى أن والدها، لياندرو ليغاراجا، كان جراحًا وطبيبًا مزاولًا في مدريد. تولت والدة ماريا دي لا أو ليخاراغا، ناتيفيداد غارسيا غاراي، شخصيًا العناية بتعليم أولادها واتبعت البرامج التعليمية الفرنسية.
درست ماريا في مؤسسة تعليم النساء حيث تعرفت للمرة الأولى على الأفكار التربوية للمعهد التعليمي الحر. وأنهت ماريا دراستها للتجارة في عام 1891 وأصبحت أستاذة في اللغة الإنجليزية في معهد التجارة. أنهت ماريا دراستها في التعليم في المدرسة النموذجية في مدريد. وبصفتها طالبة، حضرت ماريا دي لا أو ليخاراغا المؤتمر التربوي الهسباني الأمريكي، حيث أيدت المسلمات التعليمية لإيميليا باردو بازان. وعملت كأستاذة بين عامي 1897 و1907.
في عام 1905، سافرت ماريا دي لا أو ليخاراغا إلى بلجيكا عن طريق منحة أتاحت لها دراسة النظم التعليمية في بلجيكا. وخلال الفترة التي قضتها هناك، تعرفت أيضًا على بيت الشعب والأطروحات الاشتراكية. إلا أن اهتماماتها الأدبية اصطدمت بالمجتمع الذي كبرت فيه والذي كان منغلقًا على فكرة أنه باستطاعة النساء أن يكرسن أنفسهن للفنون والعلوم.

## الزواج والنجاحات المسرحية
في عام 1899، نشرت ماريا دي لا أو ليخاراغا أول أعمالها: قصص قصيرة، التي نالت استقبالًا باردًا من قبل أسرتها. وفي عام 1900، تزوجت ماريا جريجوريو مارتينيز سييرا، الذي تعاونت معه كمؤلف مساعد في كل المسرحيات التي نسبت له وحده أمام الجمهور (كانت ماريا المؤلف الرئيسي للمسرحيات، غير أنهما كانا قد اتفقا على الحبكة). اختارت ماريا دي لا أو ليخاراغا استخدام اسم زوجها بدلًا من اسمها هي. وقد دفعها إلى ذلك رفض أسرتها أو عدم موافقتها على الأعمال التي نشرتها وعملها كمدرسة. في عام 1901، نشرت ماريا وزوجها الحياة الحديثة، التي نشرا فيها أعمالًا لكتاب حداثيين وواقعيين على حد سواء.
إلى جانب خوان رامون خيمينيز، أسس جريجوريو وماريا مجلة هيليوس (1903 - 1904)، وهي مجلة كرست للحداثة الشعرية حيث نشرا لإيميليا باردو بازان وأنتونيو ماتشادو وخاسينتو بينافينتي والأخوين كوينتيرو، من بين كتاب آخرين. في عام 1907، أسس الثنائي أيضًا مجلة ريناسيميينتو، التي صدرت لفترة قصيرة وقدمت محتوى رائعًا في الآن نفسه. عزز هذا التعاون صداقة «وثيقة» بين ليخاراغا وخوان رامون خيمينيز. وكان كلا المنشورين مدركين للتوجهات الأدبية الأوروبية. كانت ليخاراغا تتحدث لغات عديدة وكانت وراء معظم الترجمات الإنجليزية وبعض الترجمات الفرنسية التي ظهرت في ريناسيميينتو.
تركت ماريا دي لا أو عملها في التدريس وأخذت إجازة في عام 1908 لتكريس نفسها بصورة تامة لأدبها. نالت مسرحيتها، كانسيون دي كونا، التي عرضت للمرة الأولى في عام 1911، جائزة من الأكاديمية الملكية الإسبانية كأفضل عمل عن القسم المسرحي بين عامي 1910 و1911. ومن بين جميع المسرحيات التي عرضت في مدريد، كتبت ماريا دي لا أو ليخاراغا 20 مسرحية على الأقل. إضافة إلى ذلك، لم تعرض مسرحية «كومبانيا كوميكو دراماتيكا مارتينيز سييرا» التي أخرجها زوجها في إسبانيا فحسب، بل قامت بالعديد من الجولات في فرنسا وبريطانيا العظمى والولايات المتحدة الأمريكية وأمريكا اللاتينية. ظهر اسم ماريا وجريجوريو على برنامجي العرض. وكانت ماريا تدير أيضًا مسرح زوجها، تياترو لارا، حين كان جريجوريو يتغيب.
تعاونت ماريا دي لا أو ليخاراغا أيضًا مع كتاب معتمدين، مثل إدواردو ماركوينا، في عمله إل بافو ريال وكارلوس أرنيكيس في لا تشيكا ديل غاتو، التي صورت لاحقًا كفيلم سينمائي. في عام 1914، أنتجت ماريا دي لا أو ليخاراغا مارغوت، مع موسيقى من تأليف خواكين تورينا، في مسرحية شعرية من ثلاثة فصول.
التقت ماريا وزوجها مانويل دي فالا في باريس في عام 1913 بناء على طلب خواكين تورينا. وعند عودة فالا إلى مدريد، بدأوا بالتعاون على عدة مشاريع من بينها إل أمور بروخو التي عرضت للمرة الأولى في عام 1915 على خشبة مسرح تياترو لارا دو مدريد، ولعب باستورا إمبيريو دور البطولة. دمجت إل أمور بروخو موسيقى ورقصات من مانويل دي فالا مع نصوص من تأليف ماريا دي لا أو ليخاراغا.